# III Lwowski Batalion Etapowy
III Lwowski batalion etapowy – oddział wojsk wartowniczych i etapowych w okresie II Rzeczypospolitej pełniący między innymi służbę ochronną na granicy polsko-sowieckiej.

## Formowanie i zmiany organizacyjne
Formowanie formacji etapowych rozpoczęto na przełomie 1918-1919.
W myśl rozkazu Naczelnego Dowództwa WP L24550/IV, rozkazem oficerskim nr 1 z 19 sierpnia 1919, z wszystkich formacji etapowych podległych DOE „Lwów“, sformowano 6 batalionów etapowych. 6 batalion etapowy (III Lwowski) uzupełniono z kadry wartowniczej przy batalionie zapasowym 40 pułku piechoty. W jego skład weszły wszystkie formacje etapowe w powiatach: Kołomyja, Pesyniżyn, Kossów. Były to kompanie etapowe:2.,10.,18.,27.,48.,49.,56. Z nich utworzono etatowe 4 kompanie etapowe batalionu. Dowódcą batalionu został por. Julian Drumer, a mp dowództwa batalionu stał się Kołomyja.
Otrzymał on nazwę okręgu generalnego, w którym powstał i kolejny numer porządkowy oznaczany cyfrą rzymską.
W myśl rozkazu NDWP nr 2900/IV z 30 stycznia 1920 VI batalion etapowy stacjonujący w Kołomyi otrzymał nazwę III Lwowski batalion etapowy.
Do batalionu wcielono żołnierzy starszych wiekiem i o słabszej kondycji fizycznej. Oficerowie i podoficerowie nie mieli większego doświadczenia bojowego. Batalion nie posiadał broni ciężkiej, a broń indywidualną żołnierzy stanowiły stare karabiny różnych wzorów z niewielką ilością amunicji. 16 lipca 1920 batalion posiadał 600 żołnierzy i 4 cekaemy.
10 września batalion przebywał na koncentracji wojsk etapowych 6 Armii w Winnikach. Liczył wtedy w stanie żywionych 7 oficerów oraz 193 podoficerów i szeregowców, w stanie bojowym zaś 7 oficerów oraz 123 podoficerów i szeregowców.
W lutym 1921 bataliony etapowe przejęły ochronę granicy polsko-rosyjskiej. Początkowo pełniły ją na linii kordonowej, a w maju zostały przesunięte bezpośrednio na linię graniczną z zadaniem zamknięcia wszystkich dróg, przejść i mostów.  
W 1921 bataliony etapowe ochraniające granicę przekształcono w bataliony celne.
I Lwowski batalion etapowy wspólnie z III Lwowskim batalionem etapowym utworzyły 24 batalion celny.

## Dowódcy batalionu
- por. Karol Strusiewicz[11]
- por. Stefan Lubich[11]
- por. Julian Drumer